# Kathryn Whaler

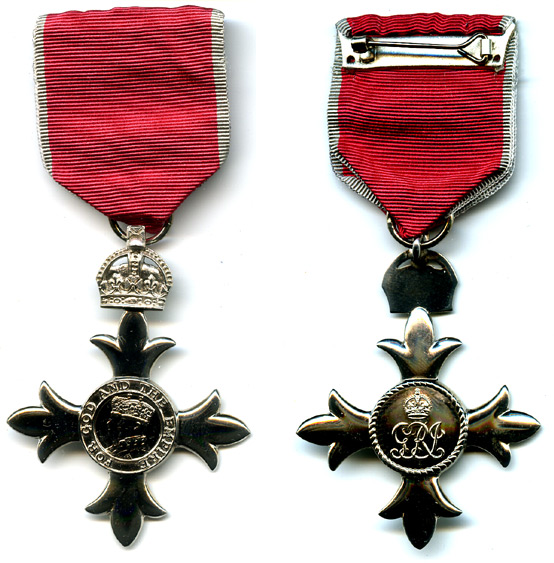
Order of the British Empire (OBE) - řád britského impéria

Kathryn Anne „Kathy“ Whaler (* 11. června 1956 Salisbury) je profesorka geofyziky na University of Edinburgh School of GeoSciences, ve Výzkumném ústavu Země a planetárních věd a je členkou Solid Earth Geophysics and Natural Hazards Research Group. Je nositelkou těchto ocenění:
- Order of the British Empire (OBE) je řád britského impéria, který se odděluje jednotlivcům za významnou práci pro umění a vědu, práci s charitativními a sociálními organizacemi a veřejnou službu mimo státní službu.
- Fellowship of the Royal Society of Edinburgh (FRSE) je ocenění, které uděluje Královská společnost v Edinburghu jednotlivcům, které skotská národní akademie věd a literatury, vyhodnotila jako „mimořádně významné ve svém oboru“.
- Fellows of the American Geophysical Union (FAGU). Členem Americké geofyzikální unie se stávají jedinci, kteří výjimečně přispěli k vědám o Zemi a vesmíru.

Po Kathryn Whaler byla pojmenována malá planetka 5914 Kathywhaler.

## Mládí a vzdělání
Kathryn Whaler se narodila v Salisbury v anglickém hrabství Wiltshire. Navštěvovala Croydon High School for Girls a Old Kampala Senior Secondary School. V letech 1974 až 1977 studovala University of Sussex, kde získala titul BSc v matematice a fyzice. Její disertační práce, dokončená  v roce 1981, nesla název „Některé aplikace inverzní teorie ke geomagnetismu“.

## Raný výzkum

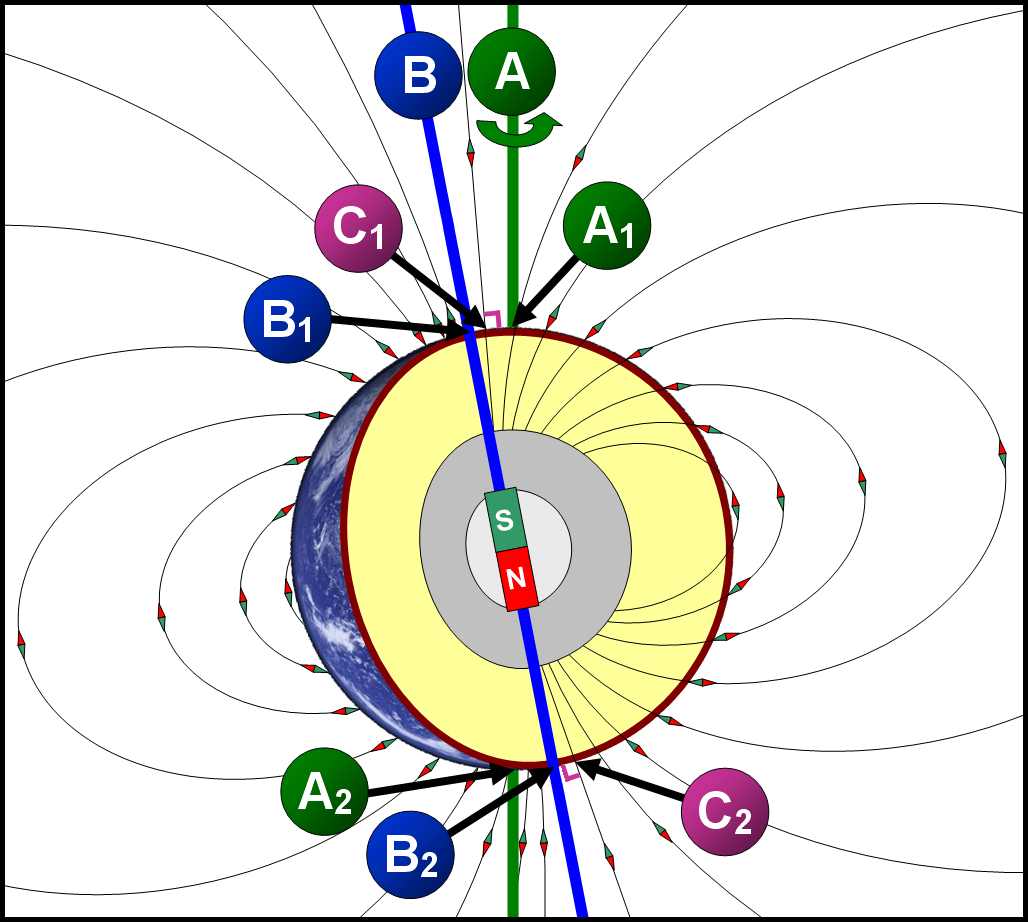
Póly a magnetické pole Země:A – osa rotace
A_{1} – severní geografický pól
A_{2} – jižní geografický pól
B – geomagnetická osa
B_{1} – severní geomagnetický pól
B_{2} – jižní geomagnetický pól
C_{1} – severní magnetický pól
C_{2} – jižní magnetický pól
N – severní pól magnetu
S – jižní pól magnetu

Kathryn Whaler zůstala na University of Cambridge dva roky a od roku 1983 začala přednášet na univerzitě v Leedsu. V roce 1994 se přestěhovala na univerzitu v Edinburghu, kde začala vést katedru geofyziky.
V letech 2004 až 2006 byla prezidentkou Královské astronomické společnosti, hlavní učené společnosti pro geofyziku pevných zemských hornin ve Velké Británii.
Po čtyřech letech ve funkci viceprezidenta (2007-11) a člena výkonného výboru (2003-7) se na 25. valném shromáždění International Union of Geodesy and Geophysics (IUGG) v roce 2011 v Melbourne stala prezidentkou International Association of Geomagnetism and Aeronomy (IAGA). Viceprezidentkou IUGG byla zvolena na 26. valném shromáždění IUGG v Praze v roce 2015 a prezidentkou v roce 2019.
Absolvovala řadu studijních pobytů (Goddardovo kosmické středisko v NASA, Harvardova univerzita, Kalifornská univerzita v San Diegu, Victoria University of Wellington a Göttingenská univerzita).

## Pozdější výzkum

### Geospace
Kathryn Whaler vedla konsorcium financované britským Natural Environment Research Council (NRC), které se zabývalo geomagnetickým pozorováním Země z vesmíru. Jednalo se o pětiletý výzkumný grant Geospace, který financoval využití dat z nové generace družic vektorového magnetického pole.

### Magnetizace kůry
Tento výzkum využívá satelitní data k odvození magnetizace zemské kůry Země (součást Geospace), Marsu a Měsíce. Velká část tohoto výzkumu je ve spolupráci s Goddardovým kosmickým střediskem v NASA.

### Magnetotelurika

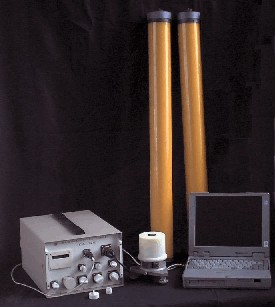
Přístroj pro magnetoteluriku

Magnetotelurika (MT) je elektromagnetická geofyzikální metoda pro odvození podpovrchové elektrické vodivosti Země z měření přirozených změn geomagnetického a geoelektrického pole na zemském povrchu. Kathryn Whaler se zabývala terénními projekty ve východní Africe zaměřenými na strukturu a tektoniku Země. Jednalo se o interdisciplinární studii zemské kůry a jejího růstu na rozdílných hranicích zemských desek. Právě z tohoto výzkumu v letech 2008-2013 publikovala ve spolupráci s Derekem Keirem své nejcitovanější články, které byly relevantním pro zařazení do Research Excellence Framework (REF).

## Rozhovory a přednášky
- Kathryn Whaler poskytla rozhovor pro 14. vydání Science Scotland Královské společnosti v Edinburghu. Článek pokrýval celou škálu jejího výzkumu, dokonce sahal několik desetiletí do minulosti a byl na její počest nazván „Osobnost magnetického pole“.
- V prosinci 2012 přednesla na Americké geofyzikální unii v San Franciscu přednášku o svých studiích magnetoteluriky ve východní Africe.
- V září 2013 poskytla rozhovor uveřejněný v publikaci „Giant Underground Blob of Magma Puzzles Scientists.“ Popisovala v něm svůj výzkum v magnetotelurice, který měřil přirozeně se vyskytující elektrická a magnetická pole zemské kůry na území východní Afriky.

### Ocenění a uznání
- V roce 1993 byl její přínos vědě oceněn pozvání na Bullerwellovu přednášku, což je každoroční ocenění Britské geofyzikální asociace (BGA) udělované jednotlivci za významný přínos v oblasti geofyziky.
- V roce 1996 obdržela cenu Gunning Victoria Jubilee Prize.
- V roce 2013 dostala medaili Royal Astronomical Society Price Medal. Tato medaile je udělována za vynikající výzkum v oblasti geofyziky Země, oceánografie nebo planetologie.
- V roce 2018 obdržela Order of the British Empire (OBE) za služby geofyzice.
- V roce 2020 obdržel  Cloughovu medaili od Edinburské geologické společnosti.
- V roce 2023 se stala držitelkou Wollastonovy medaile, přední medaile Londýnské geologické společnosti.